# Военно-Николаевская церковь (Туркестан)
Военно-Николаевская церковь — памятник архитектуры конца XIX века в городе Туркестане. Входит в список памятников истории и культуры местного значения Туркестанской области под названием Детская спортивная школа (каз. Балалар спорт мектебі).
Первые сведения о здании как церкви военного гарнизона имеются с 1900 года. В советское время в здании размещалась районная библиотека. С 1971 года здание функционирует как детская спортивная школа.

## Архитектура
Здание сложено из сырцового кирпича на глине, фундамент глинобутовой. В плане здание одноэтажное, прямоугольное, слегка расширено. в средней части, что придаёт ему условно крестообразный план, характерный для церкви. Три помещения — поперечно расположенный притвор, квадратный зал и алтарная часть, размещены на оси с традиционной ориентацией запад — восток. Притвор отделён от зала стеной с тремя большими арочными проёмами, а алтарь — сплошной стеной с дверным проёмом. Помещения перекрыты плоским потолком, выполненным на одном уровне, оштукатурены и побелены.
Интерьер декорирован бедно, что, видимо, восполнялось предметами внутреннего убранства (иконостас, люстры и др.), в настоящее время полностью утраченными. Фасады насыщены декором: прямоугольные лопатки-пилястры, чередующиеся с оконными проёмами, трёхчетвертные колонки в оформлении окон, подкарнизные сухарики, членение стен горизонтальными полосами, резные доски карнизов. Крыша четырёхскатная, низкая, кровля железная.